# Zofia Małynicz
Zofia Małynicz (ur. 8 lipca 1905 w Zurychu, zm. 22 stycznia 1988 w Warszawie) – polska aktorka teatralna, filmowa i telewizyjna oraz pedagog.

## Życiorys
Uczęszczała do prywatnej polskiej szkoły w Kijowie. Studiowała polonistykę i historię sztuki na Uniwersytecie Warszawskim. W 1927 ukończyła studia na Oddziale Dramatycznym przy Konserwatorium Muzycznym w Warszawie. Na dwa lata związała się z „Placówką Żywego Słowa” kierowaną przez Janinę Górską i Mieczysława Szpakiewicza, gdzie debiutowała tytułową rolą w Wandzie Cypriana Kamila Norwida.
Przed wojną występowała na scenach Teatru Polskiego w Warszawie (1936–1939), Teatru Polskiego w Poznaniu (1934–1935) i Teatru Miejskiego w Wilnie (1929–1931). W latach 1933–1939 wykładała w warszawskim Państwowym Instytucie Sztuki Teatralnej (PIST).
Lata wojny spędziła w Warszawie. W czasie okupacji uczestniczyła w konspiracyjnym życiu teatralnym i kontynuowała pracę pedagogiczną w tajnym PIST. Pracowała jako kelnerka w kawiarni „U Aktorek”. W ramach represji po udanym zamachu na Igo Syma w marcu 1941 została aresztowana przez Niemców.  
Po wojnie występowała na deskach: Starego Teatru w Krakowie, Teatru Wojska Polskiego w Łodzi (sezon 1945/1946) i Teatru Polskiego w Warszawie (1946–1973).

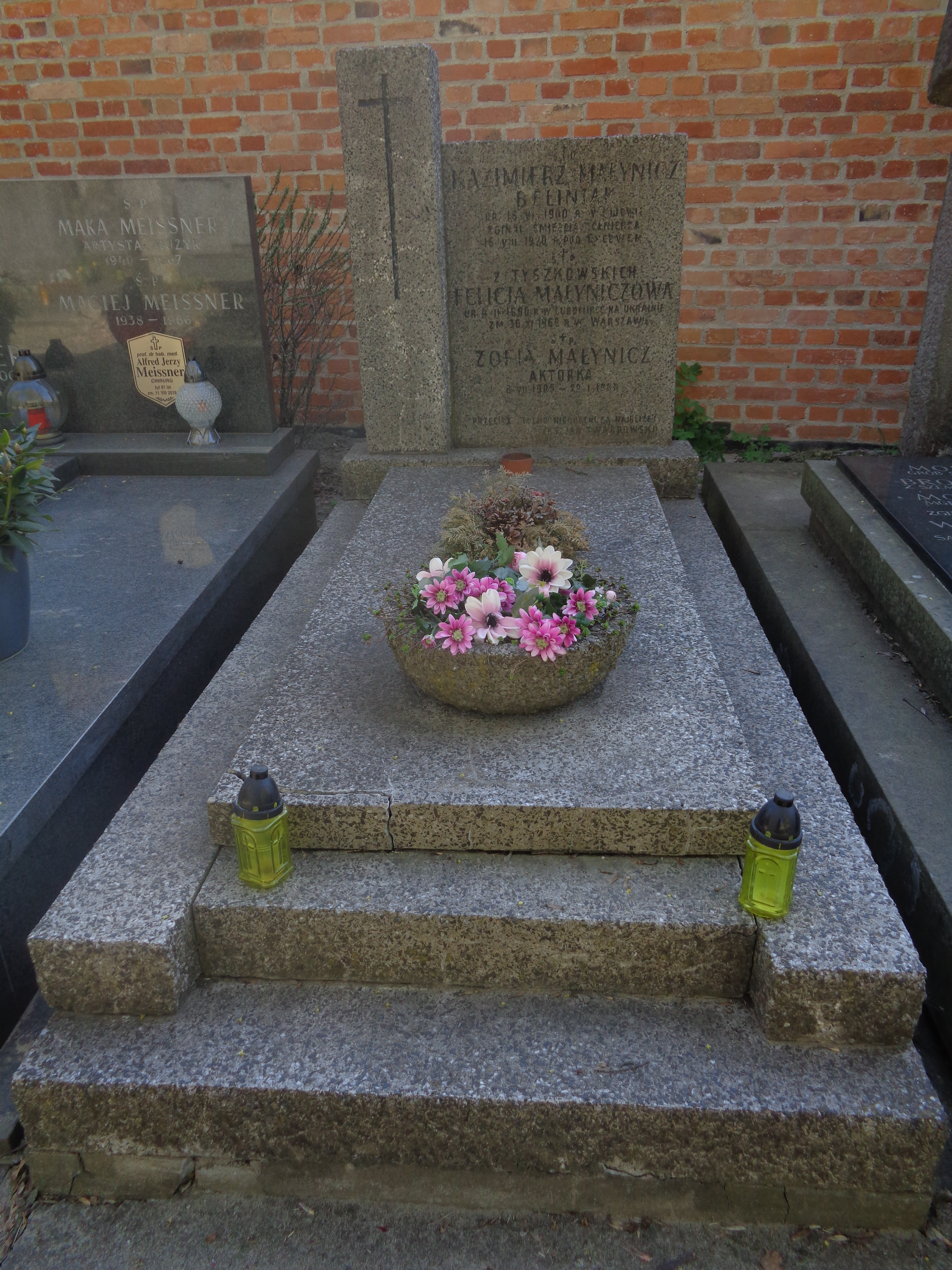
Grób Zofii Małynicz na cmentarzu Powązkowskim w Warszawie

W latach 1947–1970 wykładowca Państwowej Wyższej Szkoły Teatralnej w Warszawie, w latach 1949–1950 dziekan Wydziału Aktorskiego, a od 1956 profesor tej uczelni. Członek zasłużony ZASP-u.

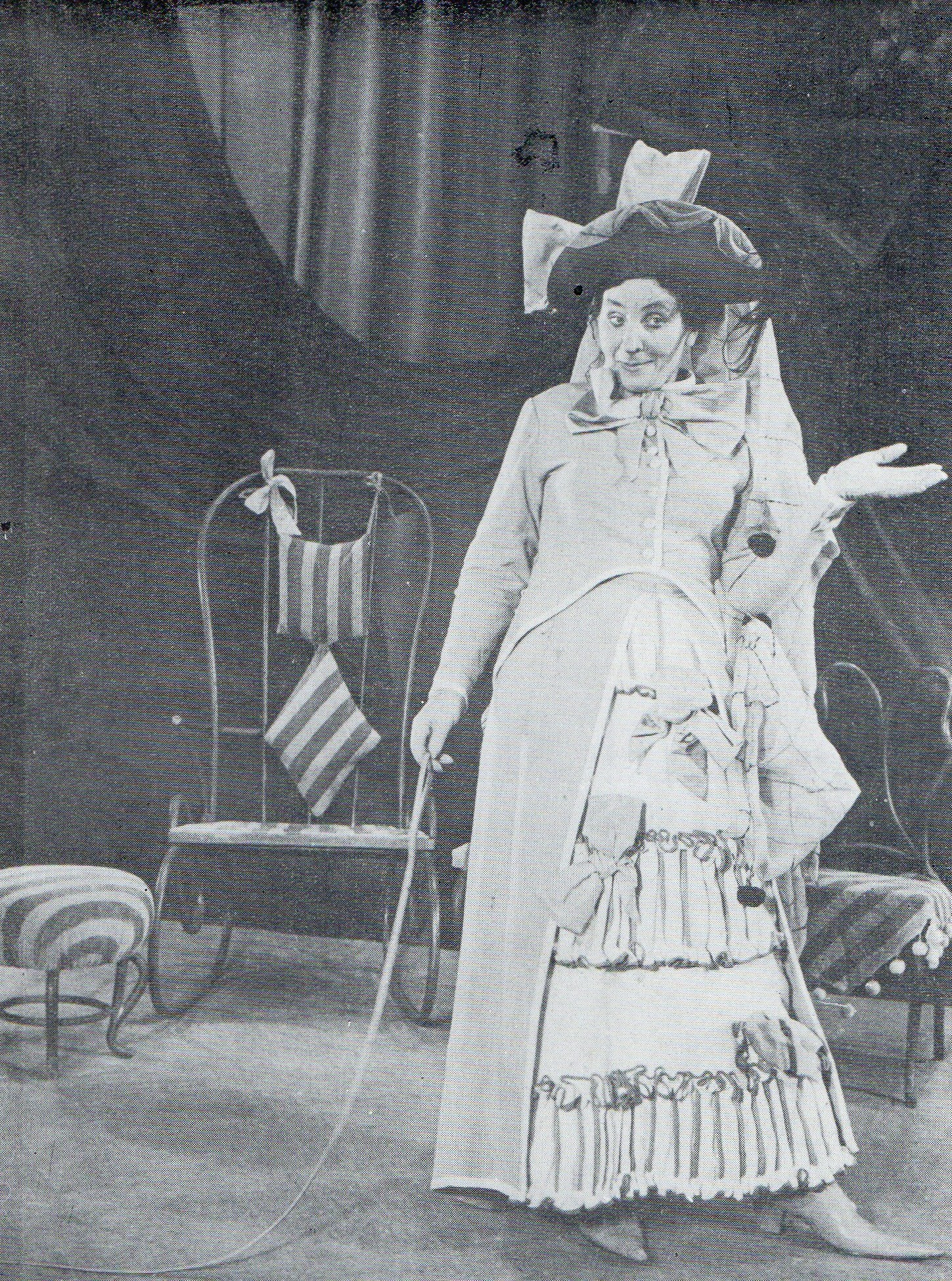
Wariatka z Chaillot (Aurelia), 1958

Wystąpiła również w Teatrze Telewizji, m.in. w spektaklach: Pies ogrodnika Lope de Vegi w reżyserii Konrada Swinarskiego (1962), Pamiętnik matki Marcjanny Fornalskiej w reżyserii Stanisława Wohla (1964), Mąż idealny Oscara Wilde’a w reżyserii Maryny Broniewskiej (1965), Przygoda pana Trapsa Friedricha Dürrenmatta w reżyserii Konrada Swinarskiego (1965), Chłopcy Stanisława Grochowiaka w reżyserii Tadeusza Jaworskiego (1966), Skowronek Jeana Anouilh w reżyserii Jerzego Antczaka (1966), Zabawa z ogniem Augusta Strindberga w reżyserii Andrzeja Łapickiego (1968), Burza Aleksandra Nikołajewicza Ostrowskiego w reżyserii Jana Kulczyńskiego (1969), Non stop Macieja Zenona Bordowicza w reżyserii Augusta Kowalczyka (1970) oraz w Żywym trupie Lwa Tołstoja w reżyserii Andrzeja Łapickiego jako matka Lizy (1970), Domu kobiet Zofii Nałkowskiej w reżyserii Jana Kulczyńskiego jako babka (1974), Sławie i chwale Jarosława Iwaszkiewicza w reżyserii Lidii Zamkow jako Anna Bilińska (1974), a także w przedstawieniu Stepowy Król Lir Iwana Turgieniewa w reżyserii Witolda Fillera jako Natalia Nikołajewna (1977) i Czarownice z Salem Arthura Millera w reżyserii Zygmunta Hübnera jako Rebecca Nurse (1979).
Zmarła w Warszawie, pochowana na cmentarzu Powązkowskim (kwatera 188-3-39).

## Filmografia
- Sygnały (1938)
- Piątka z ulicy Barskiej (1953) – Radziszewska, matka Zygmunta i Marii
- Ziemia (1956) – Ślemieniowa
- Trzy kobiety (1956) – Helena
- Świadectwo urodzenia (1961) – kierowniczka przytułku (nowela 3. Kropla krwi)
- Dziś w nocy umrze miasto (1961) – ciotka Magdy
- Barwy walki (1964) – „Ciotka”
- Niekochana (1965) – dziedziczka, właścicielka majątku
- Teatr Telewizji: Przygoda pana Trapsa (1965) – Simone
- Z tamtej strony tęczy (1972) – matka Jana
- Chłopcy (1973) – siostra przełożona
- Moja wojna, moja miłość (1975) – właścicielka pałacu

## Ordery i odznaczenia
- Order Sztandaru Pracy II klasy (1974)
- Krzyż Komandorski Orderu Odrodzenia Polski (1964)[3]
- Krzyż Kawalerski Orderu Odrodzenia Polski (1954)
- Złoty Krzyż Zasługi (22 lipca 1952)[4]
- Medal 10-lecia Polski Ludowej (19 stycznia 1955)[5]
- Medal Komisji Edukacji Narodowej (1971)
- Odznaka 1000-lecia Państwa Polskiego (1967)
- Odznaka "Zasłużony dla Teatru Polskiego" (1976)[6]

## Nagrody
- Nagroda Państwowa II stopnia (zespołowa) za rolę Zofii Parmen w spektaklu Grzech Stefana Żeromskiego w Teatrze Polskim w Warszawie (1951)
- Nagroda Ministra Kultury i Sztuki II stopnia za rolę Matki w spektaklu Pamiętnik matki Marcjanny Fornalskiej w Teatrze Telewizji (1963)
- Nagroda teatralna tygodnika „Przyjaźń” za rolę Natalii Nikołajewny w spektaklu Stepowy król Lear Iwana Turgieniewa w Teatrze Telewizji (1977)
- Nagroda artystyczna im. Włodzimierza Pietrzaka Wydawnictwa Stowarzyszenia PAX za zasługi aktorskie i pedagogiczne w dziedzinie polskiego życia teatralnego (1981)
- Nagroda Ministra Kultury i Sztuki I stopnia za telewizyjny monodram Moja piosenka (1985)